# Andreas Geitl
Andreas Geitl (* 10. August 1956 in Karlskron) ist ein deutscher Küchenchef, Autor von kulinarischer Literatur und ein Fernsehkoch.

## Biographie
Geitl entstammt einer Gastronomiefamilie aus Baar in der Hallertau. Seine Lehre im Partenkirchner Hof in Garmisch-Partenkirchen beendete er als zu seiner Zeit „jüngster Koch Bayerns“. Nach mehreren Stationen in Europa arbeitete er ab 1983 bei Richard Süßmeier.
Von 2003 bis 2017 war Geitl Küchendirektor der Gaststätte am Nockherberg und des Winzerer Fähndls, dem Paulaner-Festzelt auf dem Münchner Oktoberfest.
Seit 2004 ist Geitl als Fernsehkoch regelmäßig im Rahmen des Magazins Wir in Bayern mit seiner Reihe Geitl kocht zu sehen. Neben weiteren BR-Produktionen trat er unter anderem in VOX und Sat.1 auf. Bisher zweimal war Geitl als Starkoch in der ARD-Dokumentation Verrückt nach Meer auf Kreuzfahrtschiffen unterwegs.
Andreas Geitl ist mit einer Schweizerin verheiratet, sie haben zusammen eine Tochter und einen Sohn.

## Werke
Bücher
- Köstliches aus der bayerischen Küche. B. Kock, 1990, ISBN 3-933366-24-0
- Feine bayerische Küche. Rosenheimer Verlagshaus, 1993, ISBN 3-929094-13-4
- Genial bayerisch! Rosenheimer Verlagshaus, 2006, ISBN 3-475-53794-X

iPhone-Apps
- Schmankerlrezepte – Bayerisch kochen mit Andreas Geitl. icook2day, 2011